# Панацея Суэйма

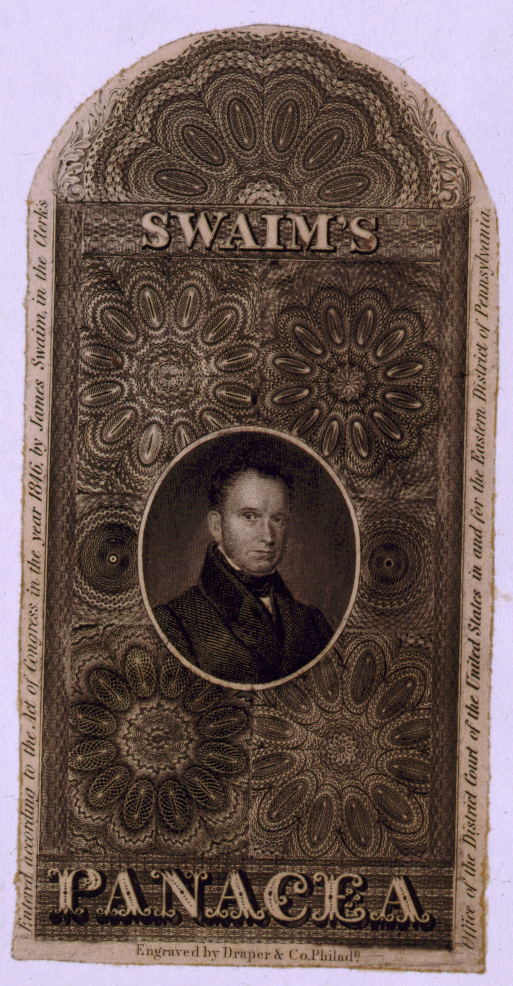
Этикетка бутылки с раствором, на которой изображён Суэйм. Некоторые источники полагают, что это также может быть его сын.

Панацея Суэйма (англ. Swaim's Panacea) — американский чудо-препарат, созданный Уильямом Суэймом (1781—1846; Филадельфия) в 1820 году и продававшийся, по меньшей мере, до 1920-х годов. Он рекламировался как средство от многих болезней, в том числе от золотухи, язвы, сифилиса и так далее.

## История
Уильям Суэйм работал переплётчиком книг. Существует популярная история, гласящая, что на странице одной из книг во время работы в нью-йоркском магазине он обнаружил рецепт лекарства. Тем не менее современные исследователи сходятся на том, что рецепт чудо-препарата был дан Суэйму доктором Квакинбоссоном, который, в свою очередь, получил его от француза Пьера Бойво, изобрёвшего препарат Rob de Laffecteur, пользовавшегося популярностью в стране.
Ближе к 1820 году (хотя есть данные, что уже и к 1811-му) Суэйм переехал в Филадельфию, где и начал продавать собственную версию препарата. Он заручился поддержкой некоторых местных докторов, которые посчитали, что чудо-препарат действительно оказывает благотворное влияние на организм; власти также дали разрешение на продажу. Одну бутылку раствора он продавал за 3 доллара, что считалось высокой ценой. Позже он стал успешным бизнесменом, заработав около 500 млн долларов.

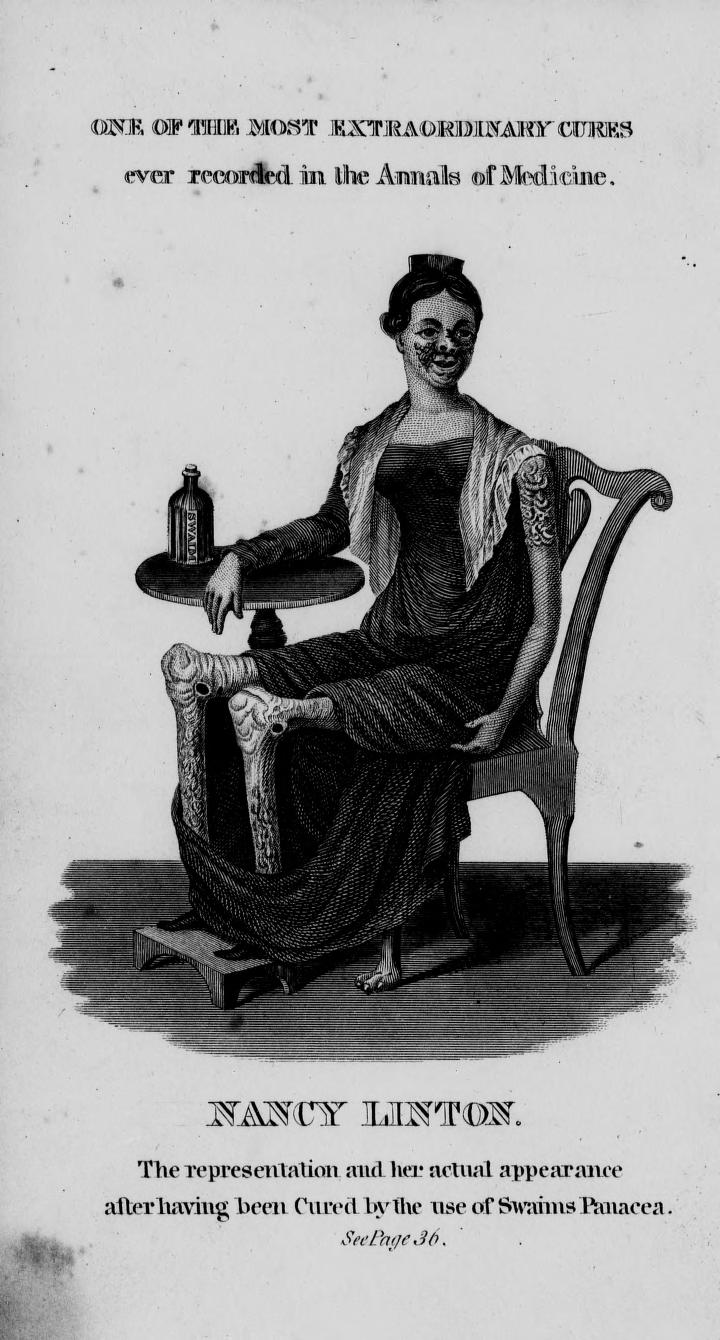
Рекламный постер, на котором изображена Нэнси Линтон.

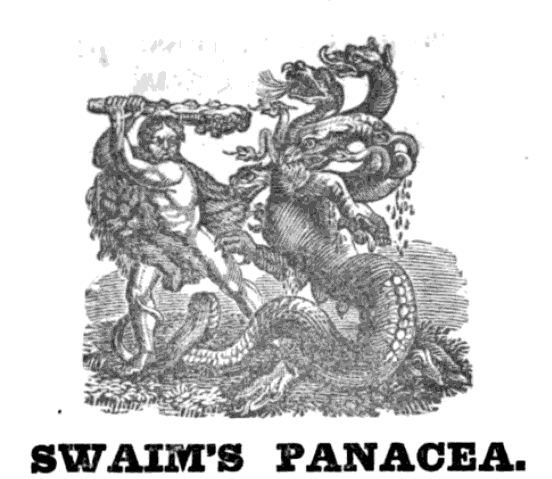
Реклама, на которой Геркулес сражается с гидрой.

До 1825 года раствор наливался в прямоугольные бутылки, а к 1829 — в зелёные цилиндрические. На этикетке был изображён Геркулес, сражавшийся с лернейской гидрой. В 1830-х годах на бутылке появилась фотография так называемой Нэнси Линтон, которая, по надписям на этикетке, вылечилась от болезни благодаря чудо-препарату. Панацея рекламировалась как прекрасное средство от отравления ртутью, поэтому возможно, что изображённая женщина получила высокую дозу этого ядовитого вещества. Раствор содержал также хлорид ртути, который применялся для лечения сифилиса. Основной ингредиент — метилсалицилат.
В 1828 году Медицинское общество Филадельфии опубликовало доклад, в котором опровергались заявления Суэйма о действенности чудо-препарата. Многие врачи, которые называли этот продукт многообещающим ранее, отказались от своих слов. С таким же заявлением выступило и Медицинское общество Нью-Йорка. Также исследователи подчёркивали высокое содержание ртути во время медицинских тестов, хотя Суэйм заявлял обратное.
После смерти Уильяма Суэйма в 1846 году управлять предприятием стал его сын Джеймс и зять Франклин Стюарт. Офис находился в Филадельфии много лет, до 1890 года, пока не был перенесён в Нью-Йорк (Клифтон).
В 1900 году права на патент приобрёл Джеймс Баллард (до этого он занимался продажей лекарств), также получив права и на другие продукты семьи Суэйм. В 1910-е годы правительство США оштрафовало Балларда на 30 млн долларов за нарушение федерального закона о лекарства 1906 года: он продолжал рекламировать свои продукты, делая недоказанные заявления об эффективности. Скорее всего, чудо-препарат был на полках магазина до 1920-х годов.
Успех Суэйма показал другим предпринимателям выгоду такого бизнеса, поэтому начали создаваться похожие продукты, например «Swayne’s Panacea», «Swinn’s Panacea» и «Parker’s Renovating Vegetable Panacea». Последняя фирма утверждала, что синтезировала препарат раньше. Суэймы предупредили, что на рынке есть подделки и их нужно избегать.

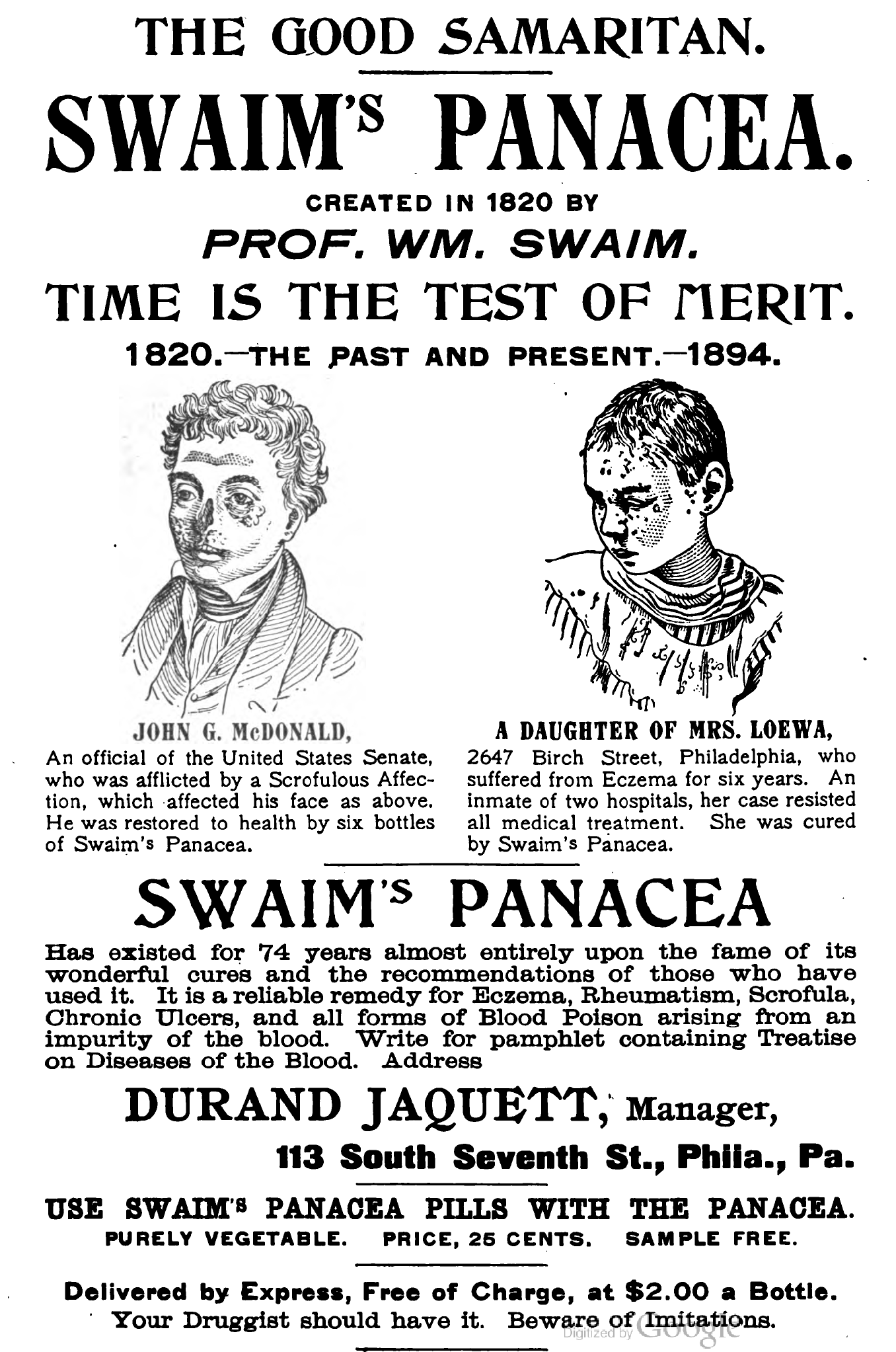
Реклама в альманахе The Philadelphia Record от 1894 года.

## Панацея в поп-культуре
Продукт был очень популярен в поп-культуре: он упоминался в песне The Connecticut Pedlar 1851 года, письмах Эдгара По и поэмах Бейярда Тейлора. Наиболее полная история чудо-препарата содержится в книге «Миллионеры поганок: социальная история патентных лекарств в Америке до федерального регулирования Джеймса Харви Янга» 1961 года.